# Eodorcadion chinganicum
Eodorcadion chinganicum es una especie de escarabajo longicornio del género Eodorcadion, categorizada en la tribu Dorcadionini, de la subfamilia Lamiinae. Fue descrita por Suvorov en 1909.

## Descripción
Mide 10,7-22 mm de longitud.

## Distribución
Se distribuye por China.